# Caballo prieto azabache (película)
Caballo prieto azabache es una película de drama y aventura mexicana de 1968, escrita y dirigida por René Cardona y protagonizada por Antonio Aguilar y Flor Silvestre.Esta película presenta el debut actoral de Raúl «Chato» Padilla, interpretando al personaje de Pancho Villa, y más conocido por aparecer años más tarde en diferentes series de televisión de comedia.

## Argumento
En los albores de la Revolución Mexicana, Jesús (Antonio Aguilar) es un criador de caballos que proporciona a los federales y los revolucionarios caballos durante el conflicto, haciendo todo lo posible para alejarse del mismo. Mientras tanto el corazón de Jesús está puesto en dos cosas: un caballo salvaje, "Prieto Azabache", y una bella cantante llamada Genoveva Larios (Flor Silvestre). Persigue a los dos, pero después de haber sido rechazado por Genoveva decide conformarse con el caballo como compañero. Más tarde, entra en conflicto con los revolucionarios y tiene que enfrentarse a su ejecución siendo salvado por el caballo Prieto Azabache. Sin embargo, poco sabía él que antes de la revolución, a través de un acto de bondad, había salvado la vida del joven Doroteo Arango (Raúl "Chato" Padilla), desconociendo que ahora era el mismo General Pancho Villa. Por esta razón, Villa, esta vez, le da la misma oportunidad de salvar la vida de Jesús.
Esta película es una de las favoritas del pueblo mexicano, basada en el corrido "Caballo Prieto Azabache" cuyo autor es José Albarrán Martínez que usaba el nombre artístico de PEPE ALBARRÁN, nacido en 1921 en Cutzamala de Pinzón, Gro., y fallecido en la Ciudad de México en 1994, y lo dice La Sociedad de Autores y Compositores de México (SACM).

## Reparto
- Antonio Aguilar como Jesús Aguilar
- Flor Silvestre como  Genoveva Larios
- Jaime Fernández como Rodolfo Fierro
- Jorge Russek como El Coyote
- Jessica Munguía como Martina Arango
- Raúl «Chato» Padilla como Doroteo Arango / Pancho Villa
- Guillermo Rivas como Daniel
- Tito Novaro como Coronel Jiménez
- Moreno López como Hipólito Arango
- José Eduardo Pérez como Juan
- Pascual García Peña como Pueblerino
- Victorio Blanco como General Velasco
- Victor Velázquez como Emeterio Leyva
- José Luis Fernández como Jacinto
- Alejandro Reyna como Plácido López
- Guillermo Bravo Sosa
- Armando Gutiérrez como Doctor
- Carlos León como Militar villista (no acreditado)

## Canciones
- «El prieto azabache», escrita por José Albarrán e interpretada por Antonio Aguilar.
- «Te he de querer», escrita por Alfonso Esparza Oteo e interpretada por Antonio Aguilar.
- «Los arrieros», escrita por Rubén Fuentes y Silvestre Vargas.
- «Una limosna», escrita por Indalecio Ramírez e interpretada por Flor Silvestre.
- «El mar y la esperanza», escrita por Alfonso Villa Gómez e interpretada por Flor Silvestre y Mariachi México de Pepe Villa.
- «La tumba de Villa», escrita por José Albarrán e interpretada por Antonio Aguilar.